# Фернесс, Деборра-Ли
Де́борра-Ли Фернесс (англ. Deborra-Lee Furness; род. 30 ноября 1955) — австралийская актриса и продюсер.

## Биография
Деборра-Ли Фернесс родилась 30 ноября 1955 года в австралийском Сиднее. Своё детство она провела в Мельбурне, окончив там среднюю школу. В 1981 году окончила Американскую академию театральных искусств в Нью-Йорке. Актёрская карьера для Деборры-Ли началась в американском телесериале «Фэлкон Крест». После участия в проекте актриса вернулась в Австралию для продолжения профессиональной карьеры. Настоящий успех пришёл к ней после появления в главной роли в австралийской драме «Позор», за которую она была награждена Премией кинокритиков Австралии.

## Личная жизнь
В 1996 году Деборра-Ли вышла замуж за начинающего молодого актёра Хью Джекмана, с которым познакомилась на съёмках сериала «Коррелли» в 1995 году. После двух выкидышей пара усыновила ребёнка Оскара Максимиллиана в 2000 году (род. 15 мая 2000), а в 2005 году Хью и Деб удочерили Аву Элиот (род. 10 июля 2005).
15 сентября 2023 года Деборра-Ли Фернесс и Хью Джекман в своём официальном заявлении объявили, что решили развестись после 27 лет брака.
Деббора-Ли совместно с Хью Джекманом и Джоном Палермо основала продюсерскую компанию Seed Productions.

## Избранная фильмография
- Позор (1988)
- Последний из лучших (1990)
- Путешественник (1991)
- Продавцы новостей (1992)
- Джиндабайн (2005)
- Лунатизм (2008)
- Легенды ночных стражей (2010)

## Награды
- 1988 — SIFF Award на Seattle International Film Festival за лучшую женскую роль в фильме «Позор».
- 1988 — Премия кинокритиков Австралии за лучшую женскую роль в фильме «Позор»[8].
- 1991 — Серебряная раковина лучшей актрисе на Кинофестивале в Сан-Себастьяне за фильм «Ожидание»[12].